# Getal van Graetz
Het getal van Graetz {\displaystyle \mathrm {Gz} } is een dimensieloos getal dat de verhouding tussen warmteinhoud en warmteoverdracht in een vloeistofleiding weergeeft. Het is gedefinieerd als:
{\displaystyle \mathrm {Gz} ={\frac {\Phi _{\text{m}}C_{\text{p}}}{kL}}}
Daarin is:
{\displaystyle \Phi _{\text{m}}} de massastroom [kg s−1]
{\displaystyle C_{\text{p}}} de warmtecapaciteit bij constante druk [J K−1 kg−1]
{\displaystyle k} de  warmtegeleiding [W K−1 m−1]
{\displaystyle L} de  karakteristieke lengte [m]
Het getal is genoemd naar Leo Graetz (1856-1941), een Duitse natuurkundige.
Archimedes ·
Atwood ·
Bagnold ·
Bejan ·
Biot ·
Bond ·
Brinkman ·
capillair getal ·
Cauchy ·
Damköhler ·
Darcy ·
Dean ·
Deborah ·
Eckert ·
Ekman ·
Eötvös ·
Euler ·
Froude ·
Galilei ·
Graetz ·
Grashof ·
Görtler ·
Hagen ·
Iribarren ·
Keulegan-Carpenter ·
Knudsen ·
Laplace ·
Lewis ·
Mach ·
Marangoni ·
Morton ·
Nusselt ·
Ohnesorge ·
Péclet ·
Prandtl ·
Rayleigh ·
Reynolds ·
Richardson ·
Roshko ·
Rossby ·
Rouse ·
Schmidt ·
Sherwood ·
Shields ·
Stanton ·
Stokes ·
Strouhal ·
Stuart ·
Suratman ·
Taylor ·
Ursell ·
Weber ·
Weissenberg ·
Womersley